# 千葉県立成田国際高等学校
千葉県立成田国際高等学校（ちばけんりつ なりたこくさいこうとうがっこう）は、千葉県成田市加良部三丁目に所在する公立の高等学校。略称は「成国」（なりこく）。

## 概要

### 校訓
真摯・創造・友愛
（Sincerely・Creativity ・Friendship ）

### 学校教育目標
教育基本法及び学校教育法に基づき、人格の完成をめざし、民主的で平和な国家及び社会の形成者となり、国際社会に貢献できる有為な人間の育成を図るため、次の教育目標を掲げる。
- 国際理解の高揚

わが国及び外国の文化や伝統を深く理解し、尊重できる生徒を育成する。
- 学習指導の充実

進路目標を立て、計画的・意欲的に学習できる生徒を育成する。
- 特別活動の充実

学校行事、生徒会活動、部活動及びホームルーム活動等に積極的に参加できる生徒を育成する。
- 基本的生活習慣の確立

規律を重んじ、礼儀正しく、自発的に行動できる生徒を育成する。

### その他
成田山の祇園祭での通訳ボランティアや海外短期派遣、台湾での修学旅行など、国際都市「成田」という立地を活かし様々な国際理解教育が行われている。
体育祭では「風なりダンス」を踊るのが恒例となっている。また野球部が上位大会へ進出した際に「風なり」を大合唱するのが恒例である。
3年国際科のミュージカルは人気があり、ミュージカルを観て入学を決める中学生もいる。

## 設置学科
普通科、国際科共に単位制である。
- 普通科（入学定員200名、5学級）
- 国際科（入学定員120名、3学級）

## 沿革
- 1975年（昭和50年）
  - 4月1日 - 千葉県立成田西高等学校として開校。普通科6学級
- 1979年（昭和54年） 
  - 4月1日 - 普通科8学級
- 1984年（昭和59年）
  - 4月1日 - 普通科10学級
  - 11月30日 - 創立10周年記念式典
- 1987年（昭和62年） 
  - 4月1日 - 英語科設置。普通科9学級、英語科1学級
- 1991年（平成3年） 
  - 4月1日 - 普通科7学校、英語科2学級
- 1992年（平成4年） - 
  - 4月1日 - 千葉県立成田国際高等学校に改称。国際教養科を新設。普通科3学級、英語科2学級、国際教養科3学級
- 2001年（平成13年）
  - 4月1日 - 普通科3学級、英語科2学級、国際教養科2学級
- 2006年（平成18年） 
  - 4月1日 - 英語科と国際教養科を統合し国際科を新設。3学期制から2学期制へ、学年制から単位制へ移行。普通科3学級、国際科3学級
- 2007年（平成19年）
  - 普通科4学級、国際科3学級
- 2010年（平成22年）
  - 普通科5学級、国際科3学級

## 校歌
作詞：伊藤公平

## 部活動

### 運動部
- 陸上競技部
- サッカー部
- 野球部
- バレーボール部
- バスケットボール部
- 卓球部
- ソフトテニス部
- バドミントン部
- サッカー部
- 女子サッカー部
- ソフトボール部
- 硬式テニス部
- 剣道部
- 少林寺拳法部
- ダンス部

### 文化部
- 軽音楽同好会
- 美術部
- 科学部
- ギター部
- コンピュータ部
- 吹奏楽部
- 写真部
- 書道部
- 茶道部
- 箏曲部
- 漫画研究部
- 将棋部
- 演劇部
- 英語ディベート部
- スイーツ同好会
- 中国語同好会
- ボランティア同好会
- 文芸同好会

## アクセス
- JR成田線成田駅より徒歩13分
- 京成本線京成成田駅より徒歩15分

## 著名な出身者
- 本木美沙 - 歌手
- 奈部川勉 - 元プロ野球選手
- 松本和弘 - 元プロ野球選手
- 冨塚大地 - シンガーソングライター
- Tade Dust - ラッパー

## 著名な教職員
- 花岡麻帆 - 陸上競技選手（跳躍）、アテネ五輪出場